# 孟子弟子列表

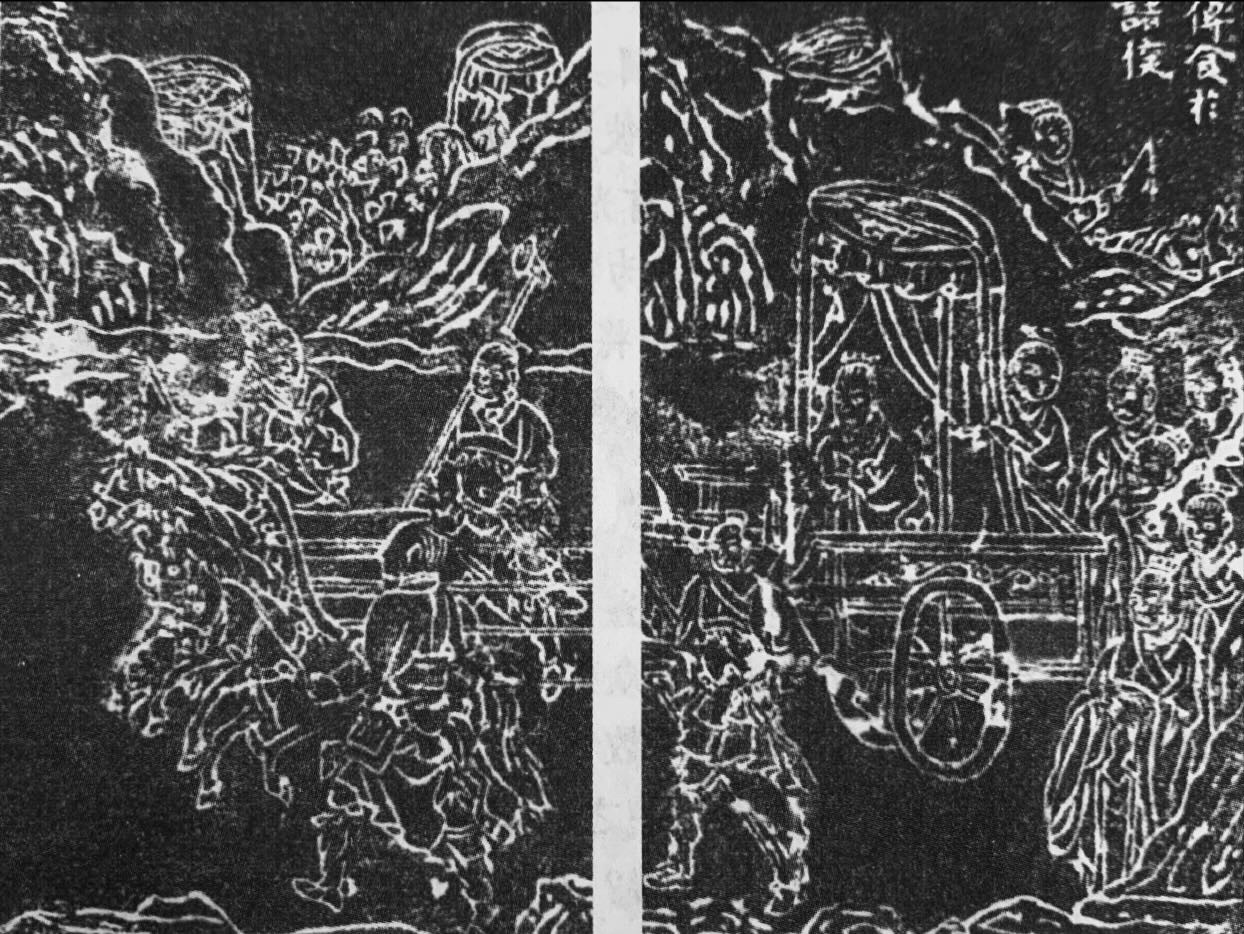
描繪孟子與眾弟子傳食於諸侯的石刻拓本。

孟子弟子指的是曾師從孟子或學於孟子的人。《孟子》記載，孟子注重學生是否有心向學，以「往者不追，來者不拒」為原則收授學生。孟子周遊列國時有數十輛車、數百弟子跟從，齊宣王也曾欲以萬鍾粟的俸祿供養孟子的弟子們，可見孟子弟子之多。孟子弟子雖多，留下事蹟傳世的卻很少，根據趙岐《孟子章句》，《孟子》書中計有弟子十五人、學於孟子者五人，共二十人。
孟子弟子的人數與姓名因史料缺少，歷來有許多爭議。元代吳萊最早為孟子弟子作傳，其著作《孟子弟子列傳》中列出了弟子十九人，但內容已亡佚；其後張九韶《群書拾唾》、宮夢仁《讀書紀數略》也分別記載了不同的弟子十七人。對孟子弟子較為完整的考證則見於明朝朱彝尊的〈孟子弟子考〉的十七人與清代陳矩的〈孟子弟子考補正〉二十三人。
自從北宋時在山東興建孟廟後，便將《孟子章句》中記述的孟子弟子配祀於孟廟。政和五年（1115年），朝廷敕封孟子弟子十八人爵位，由樂正子配食於正殿，其餘弟子配祀於東西兩廡。宋朝以後，唐朝韓愈、北宋孔道輔等人也因推崇孟子有功而被認定為孟子門人，同樣配祀孟廟。

## 孟子弟子
北宋政和五年（1115年），朝廷敕封孟子弟子十八人，並予以贈爵。明萬曆三十九年（1611年），由於嘉靖年間孔廟已撤去舊時贈爵，於是朝廷依潘榛建議撤爵，改以先賢、先儒稱之，以符合禮制，其中樂正克、萬章、公孫丑、公都子四人為先賢某子，餘陳臻等十四人為先儒某氏。然而其中季孫、子叔疑是否確有其人仍有疑義，兩人曾在明萬曆、清康熙年間遭到罷祀。
| 編號 | 姓名     | 籍貫         | 封號       | 贈爵   |
| ---- | -------- | ------------ | ---------- | ------ |
| 1    | 樂正克   | 魯           | 先賢樂正子 | 利國侯 |
| 2    | 萬章     | 鄒，一說薛   | 先賢萬子   | 博興伯 |
| 3    | 公孫丑   | 齊           | 先賢公孫子 | 壽光伯 |
| 4    | 公都子   | 齊           | 先賢公都子 | 平陰伯 |
| 5    | 陳臻     | 不詳         | 先儒陳氏   | 蓬萊伯 |
| 6    | 充虞     | 不詳         | 先儒充氏   | 昌樂伯 |
| 7    | 屋廬連   | 任，一說為晉 | 先儒屋廬氏 | 奉符伯 |
| 8    | 徐辟     | 鄒           | 先儒徐氏   | 仙源伯 |
| 9    | 陳代     | 不詳         | 先儒陳氏   | 沂水伯 |
| 10   | 彭更     | 不詳         | 先儒彭氏   | 雷澤伯 |
| 11   | 咸丘蒙   | 齊           | 先儒咸丘氏 | 須城伯 |
| 12   | 高宋     | 齊           | 先儒高氏   | 泗水伯 |
| 13   | 桃應     | 不詳         | 先儒桃氏   | 膠水伯 |
| 14   | 季孫     | 不詳         | 先儒季孫氏 | 豐城伯 |
| 15   | 子叔疑   | 不詳         | 先儒子叔氏 | 承陽伯 |
| 16   | 孟仲子   | 鄒，一說為魯 | 先儒孟氏   | 新蔡伯 |
| 17   | 浩生不害 | 齊           | 先儒浩生氏 | 東阿伯 |
| 18   | 盆成括   | 不詳         | 先儒盆成氏 | 萊陽伯 |

## 可能的孟子弟子
除了北宋政和五年（1115年）所敕封之孟子弟子十八人，不同的史籍與考究文獻中也分別記載了數名孟子弟子。北宋時所封之孟子弟子，主要參考趙岐《孟子章句》 中所記之弟子二十人，但獨漏滕更與告子二人。
| 編號 | 姓名     | 籍貫               | 出處                         |
| ---- | -------- | ------------------ | ---------------------------- |
| 1    | 滕更     | 滕                 | 趙岐《孟子章句》             |
| 2    | 陳仲子   | 齊                 | 高誘注《淮南子》             |
| 3    | 公明儀   | 魯                 | 鄧名世《古今姓氏書辯證》     |
| 4    | 告子     | 不詳               | 趙岐《孟子章句》             |
| 5    | 公明高   | 魯                 | 司馬貞《史記索隱》           |
| 6    | 離婁     | 不詳               | 《廣韻》注                   |
| 7    | 匡章     | 齊                 | 高誘注《呂氏春秋》；文藝類聚 |
| 8    | 夷之     | 不詳               | 周廣業《孟子四考》           |
| 9    | 孟季子   | 鄒，一說魯，又說任 | 張九韶《群書拾唾》           |
| 10   | 周霄     | 魏                 | 張九韶《群書拾唾》           |
| 11   | 曹交     | 曹，一說鄒         | 宮夢仁《讀書紀數略》         |
| 12   | 景春     | 楚                 | 劉培桂〈孟子弟子新考〉       |
| 13   | 宋句踐   | 宋                 | 劉培桂〈孟子弟子新考〉       |
| 14   | 貉稽     | 不詳               | 劉培桂〈孟子弟子新考〉       |
| 15   | 曼丘不擇 | 齊                 | 《孟子外書》                 |

## 孟廟配祀門人
北宋景祐四年（1037年）初建孟廟時，便已私祀公孫丑、萬章等孟子弟子，而推崇孟子有功之揚雄、韓愈、孔道輔也被視為孟子門人，在孟廟之側另外立祠祭祀。政和五年（1115年），宋徽宗下詔為孟子弟子封爵，弟子十八人正式從祀孟廟，而後揚雄等門人也移入兩廡正式祭祀。
宣和三年（1121年），孟廟兩廡繪製弟子群像，明洪武六年（1373年），孟廟立石刻「孟氏宗傳祖圖」，其中包含了一幅孟子門人圖。
萬曆三十九年（1611年），潘榛建議從祀趙岐、孫奭、錢唐三名於孟門有功之儒。清光緒十三年（1887年），陳錦、孫葆田等建議從祀告子、滕更、陳良，但未果。
| 編號 | 姓名   | 朝代 | 備註 |
| ---- | ------ | ---- | --- |
| 1    | 揚雄   | 西漢 | 北宋元豐七年（1084年）追封成都伯，在正殿西側立祠祭祀。 明洪武二十九年（1396年）被罷祀，改祀孔道輔。成化十八年（1482年）復祀，移入西廡從祀。明末又被罷祀。 |
| 2    | 韓愈   | 唐   | 北宋元豐七年（1084年）追封昌黎伯，在正殿西側立祠祭祀。 明成化十八年（1482年）移入東廡從祀。                                                               |
| 3    | 孔道輔 | 北宋 | 元末開始私祀於孟廟。 明洪武二十九年（1396年）正式入祀正殿西側祠堂。成化十八年（1482年）移入西廡從祀。                                                     |
| 4    | 趙岐   | 東漢 | 明萬曆三十九年（1611年）入祀，明末罷祀。 |
| 5    | 孫奭   | 北宋 | 明萬曆三十九年（1611年）入祀，明末罷祀。民國後復祀於東廡。                                                                                                |
| 6    | 錢唐   | 明   | 明萬曆三十九年（1611年）入祀，明末罷祀。民國後復祀於東廡。                                                                                                |

### 註解
1. ↑  《孟子·盡心下》：夫子之設科也，往者不追，來者不拒，苟以是心至，斯受之而已矣。
2. ↑  《孟子·滕文公下》：彭更問曰：「後車數十乘，從者數百人，以傳食於諸侯，不以泰？」孟子曰：「非其道，則一簞食不可受於人。如其道，則舜受堯之天下，不以為泰；子以為泰乎？」
3. ↑  《孟子·公孫丑下》：他日，王謂時子曰：「我欲中國而授孟子室，養弟子以萬鍾，使諸大夫國人，皆有所矜式。子盍為我言之。」
4. ↑  劉培桂等. . 山東: 山東人民出版社. 2009. ISBN 9787209047586.
5. ↑  周廣業《孟子四考》
6. ↑  丁寶楨〈重修亞聖孟子廟碑〉
7. ↑  劉培桂. . . 北京: 中國文史出版社. 2001. ISBN 7503411449.
8. ↑  劉浚《孔顏孟三氏志》
9. ↑  丁寶楨〈重修亞聖孟子廟碑〉
10. ↑  劉培桂. . . 北京: 中國文史出版社. 2001. ISBN 7503411449.
11. ↑  王小隱. . 上海: 中國第一書局. 1925.